# Supremus Núm. 58. Groc i negre
Supremus Núm. 58. Groc i negre (també anomenat Suprematisme. Supremus Núm. 58. Groc i negre) és un quadre d'estil suprematista pintat pel pintor rus nascut a Kíev Kazimir Malèvitx el 1916.

## Descripció
El quadre consisteix en una composició suprematista en què les formes geomètriques (majoritàriament rectangles allargats) tenen el principal protagonisme. Sobre un fons color blanc pergamí, es troba una figura arrodonida de color gris clar, que serveix com a fons als rectangles, negres i grocs majoritàtiament, però també blancs i algun blau. El fet d'utilitzar aquest fons gris és propi de l'obra de Malèvitx. Els rectangles són diferents entre ells i estan disposats irregularment i amb una certa inclinació al llarg del llenç. Aquesta característica la podem trobar també en altres obres del mateix autor com Pintura suprematista. Vuit rectangles rojos o Composició suprematista.